# Municipio de Liberty (condado de Union, Ohio)
El municipio de Liberty (en inglés: Liberty Township) es un municipio ubicado en el condado de Union en el estado estadounidense de Ohio. En el año 2010 tenía una población de 1948 habitantes y una densidad poblacional de 20,49 personas por km².

## Geografía
El municipio de Liberty se encuentra ubicado en las coordenadas 40°19′59″N 83°28′55″O / 40.33306, -83.48194. Según la Oficina del Censo de los Estados Unidos, el municipio tiene una superficie total de 95.06 km², de la cual 93.54 km² corresponden a tierra firme y (1.59%) 1.51 km² es agua.

## Demografía
Según el censo de 2010, había 1948 personas residiendo en el municipio de Liberty. La densidad de población era de 20,49 hab./km². De los 1948 habitantes, el municipio de Liberty estaba compuesto por el 97.79% blancos, el 0.56% eran afroamericanos, el 0.05% eran amerindios, el 0.41% eran asiáticos, el 0.05% eran isleños del Pacífico, el 0.26% eran de otras razas y el 0.87% pertenecían a dos o más razas. Del total de la población el 0.87% eran hispanos o latinos de cualquier raza.